# Barmstedt
Barmstedt é uma cidade da Alemanha localizada no distrito de Pinneberg, estado de Eslésvico-Holsácia .